# Pierre-Jean Clausse
Pierre-Jean Clausse (Rijsel, 18 november 2002) is een Franse onderzoeker en milieuactivist die zich inzet voor de strijd tegen de opwarming van de aarde. Hij is momenteel ambassadeur van de Europese Unie voor het klimaatpact.

## Biografie
Pierre-Jean Clausse werd geboren in Rijsel op 18 november 2002. Hij zit op de Internationale Tweetalige School. Nadat hij zich had voorbereid op het toelatingsexamen voor Sciences Po bij het Private Institute for Preparation for Higher Education (Ipésup), besloot hij uiteindelijk geopolitiek te gaan studeren aan King's College London. Vervolgens werd hij in november 2021 advocaat-medewerker bij zijn juridische kliniek, waar hij met name meewerkte aan het opstellen van een amicus curiae om de zaak van de gedetineerde Abd al-Rahim al-Nashiri te bepleiten; zijn bijdrage die leidde tot een verandering van standpunt van de regering Biden, na overleg met het ministerie van Justitie.
Hij is ook de oprichter van Génération Maastricht, een Europese denktank gericht op jeugdkwesties, die hij vertegenwoordigt bij internationale organisaties zoals de Verenigde Naties. Vervolgens werd hij benoemd tot lid van de commissie "milieuwet" van de International Union for Conservation of Nature voor een periode van vier jaar. Zijn werk heeft met name gestalte gekregen in de verdediging van het recht op een gezond milieu bij de Engelse regering: hij heeft met name verschillende schriftelijke argumenten voorgelegd aan parlementariërs ten gunste van een nieuw protocol bij het Europees Verdrag voor de Rechten van de Mens, werk dat ook werd verdedigd op COP27.
Pierre-Jean Clausse werd in mei 2022 door de Europese Commissie benoemd tot ambassadeur van de Europese Unie voor het klimaatpact. Op 19-jarige leeftijd was hij de jongste die in deze functie werd benoemd.